# Dorylus vishnui
Dorylus vishnui är en myrart som beskrevs av Wheeler 1913. Dorylus vishnui ingår i släktet Dorylus och familjen myror. Inga underarter finns listade i Catalogue of Life.